# توتادا
توتادا (به انگلیسی: Thottada) یک منطقهٔ مسکونی در هند است که در بخش کنور واقع شده‌است. توتادا ۱۸٫۳۷ کیلومتر مربع مساحت و ۴۰٬۸۱۸ نفر جمعیت دارد.